# Plenasium banksiifolium
Plenasium banksiifolium là một loài dương xỉ trong họ Osmundaceae. Loài này được Pr. mô tả khoa học đầu tiên..
Danh pháp khoa học của loài này chưa được làm sáng tỏ. 

## Hình ảnh

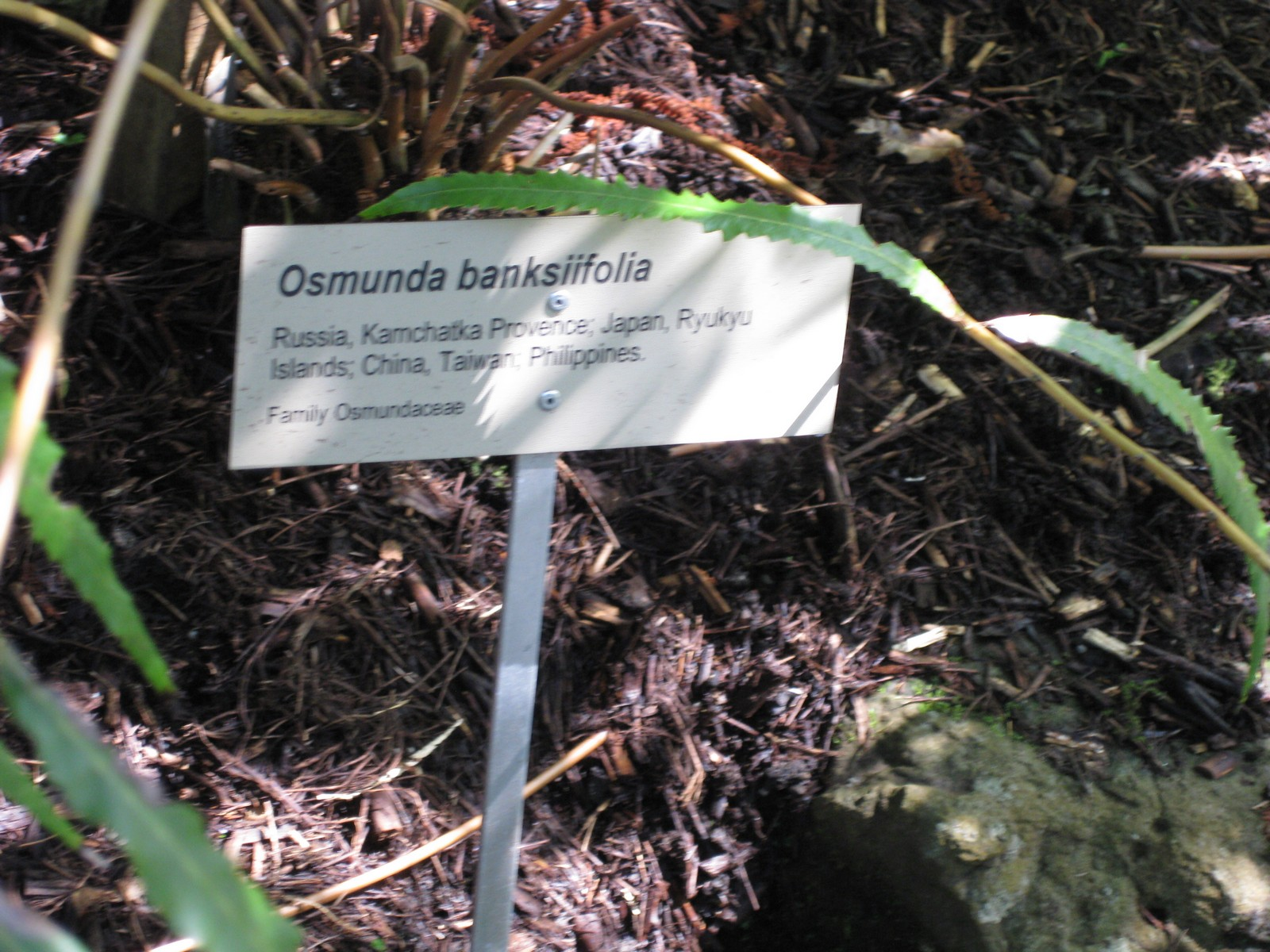
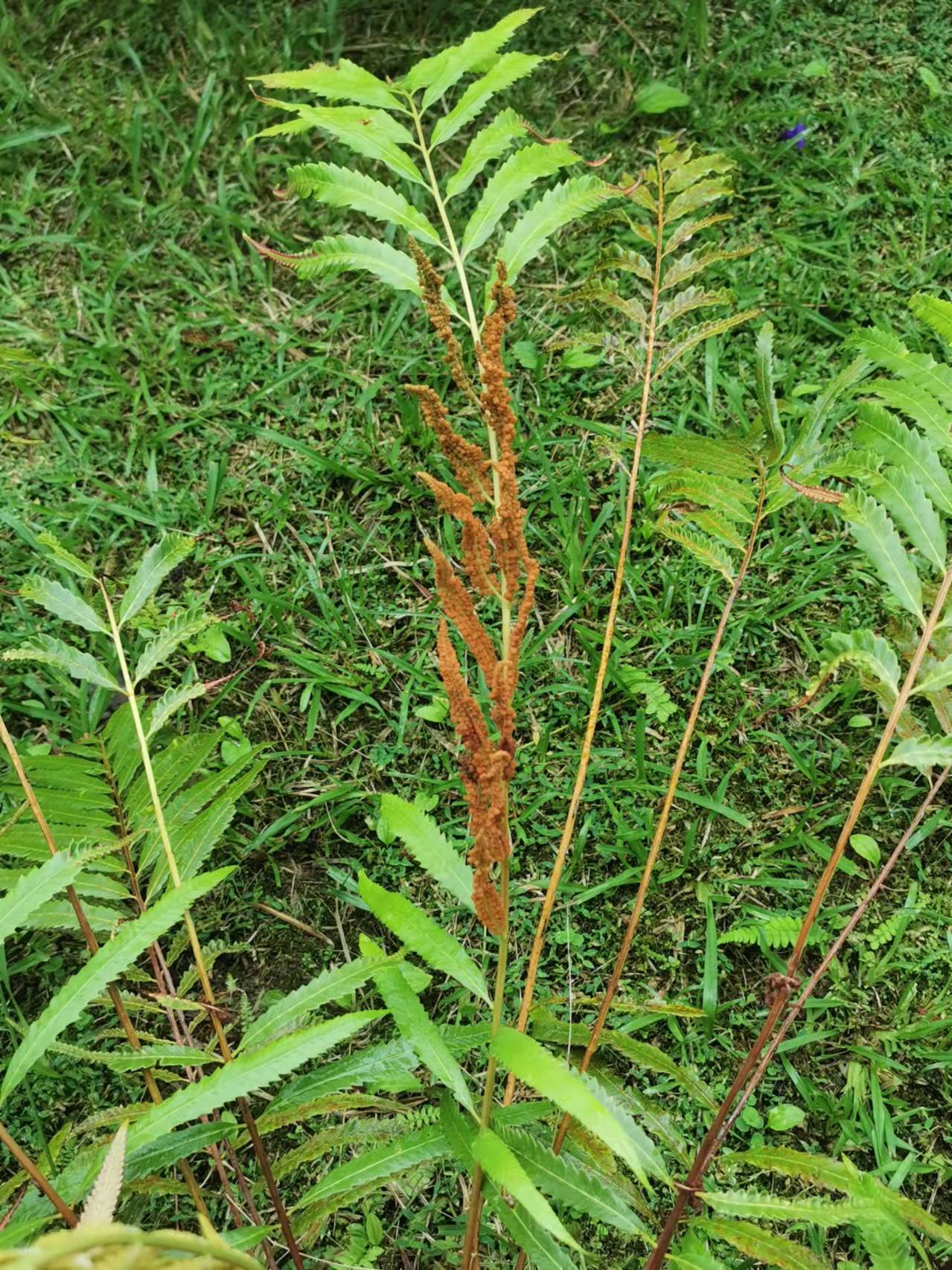
Sporophylls and vegetative pinnae
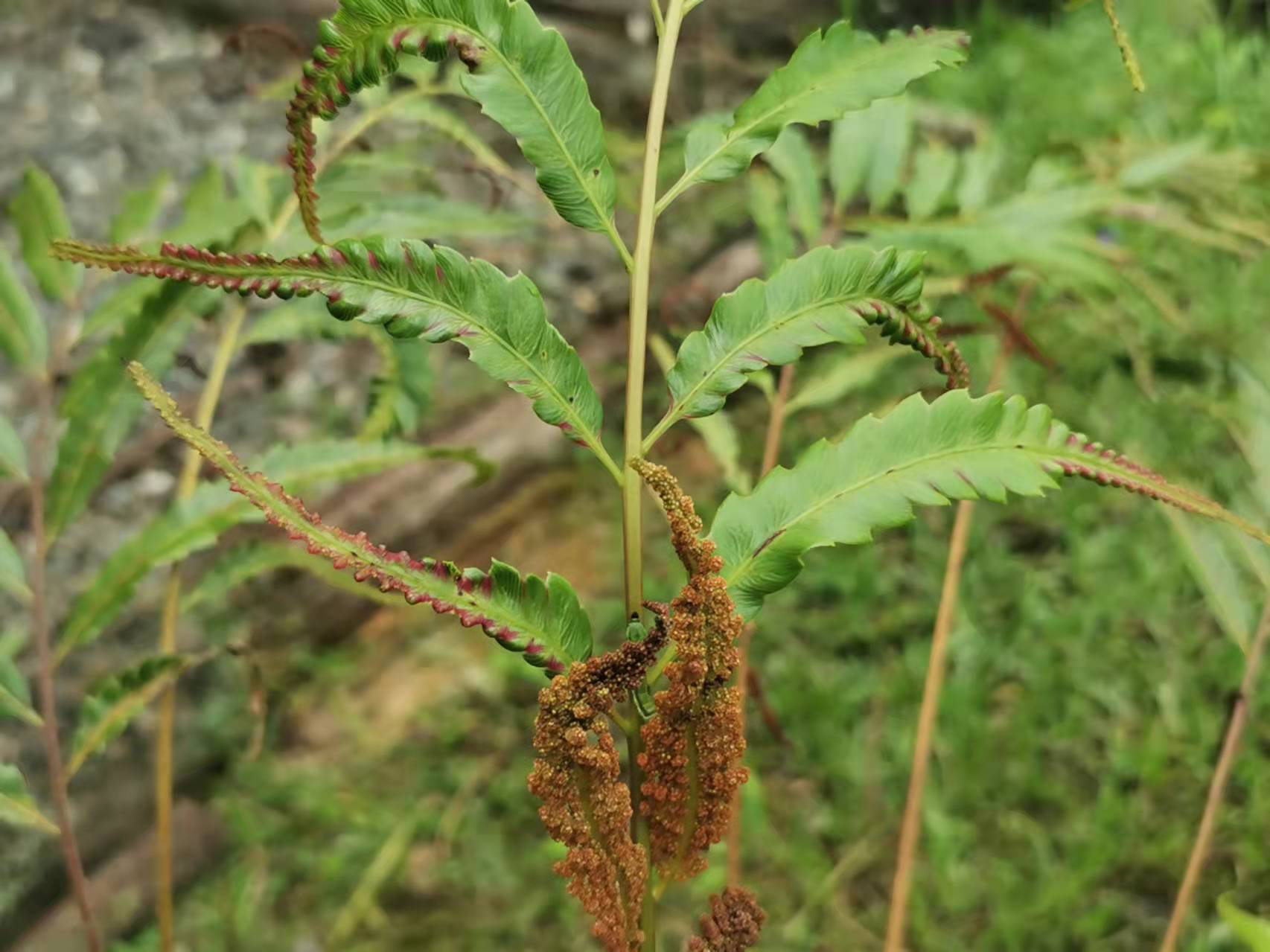
The sporangia on the vegetative pinnae
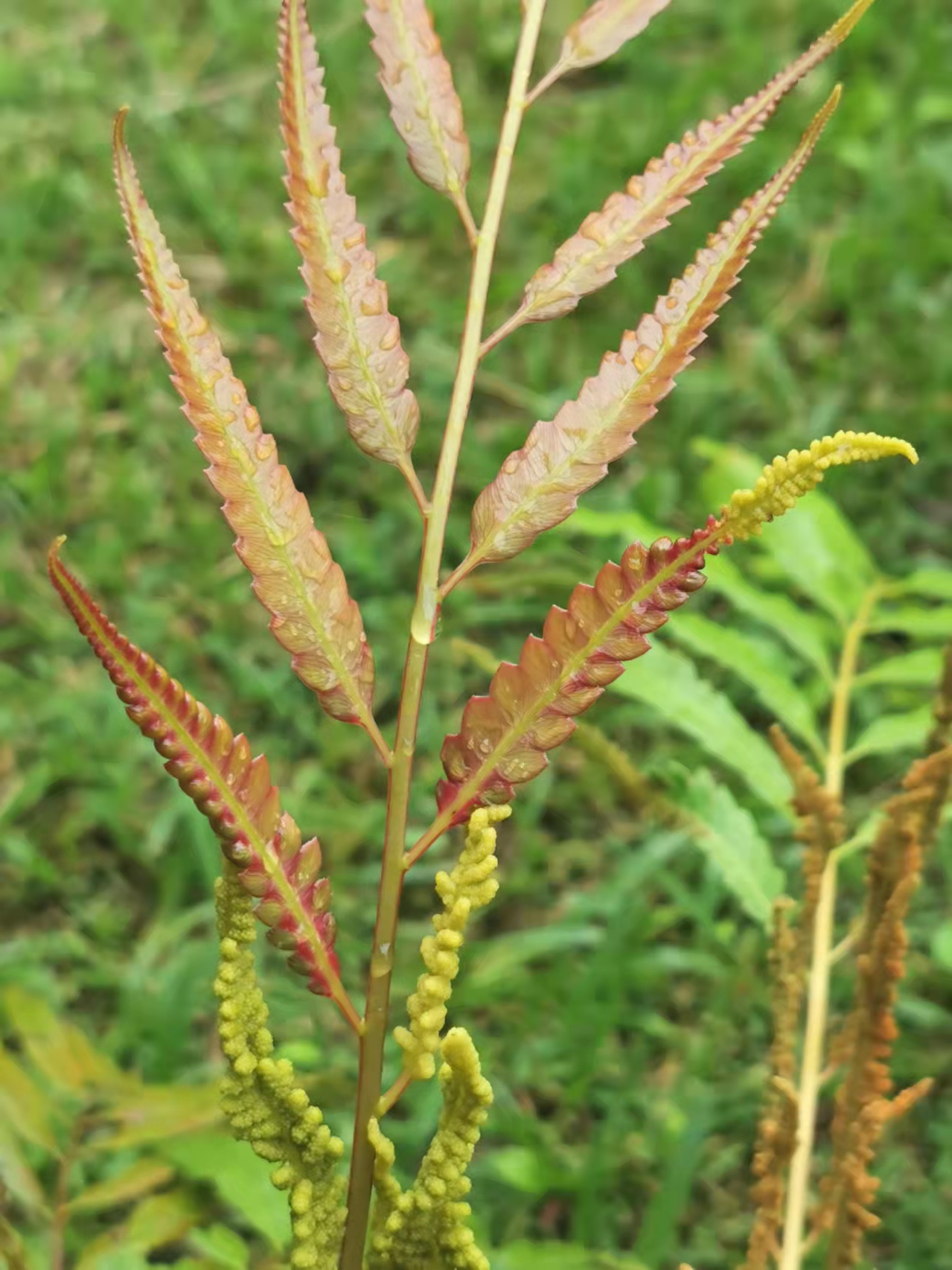
Young frond
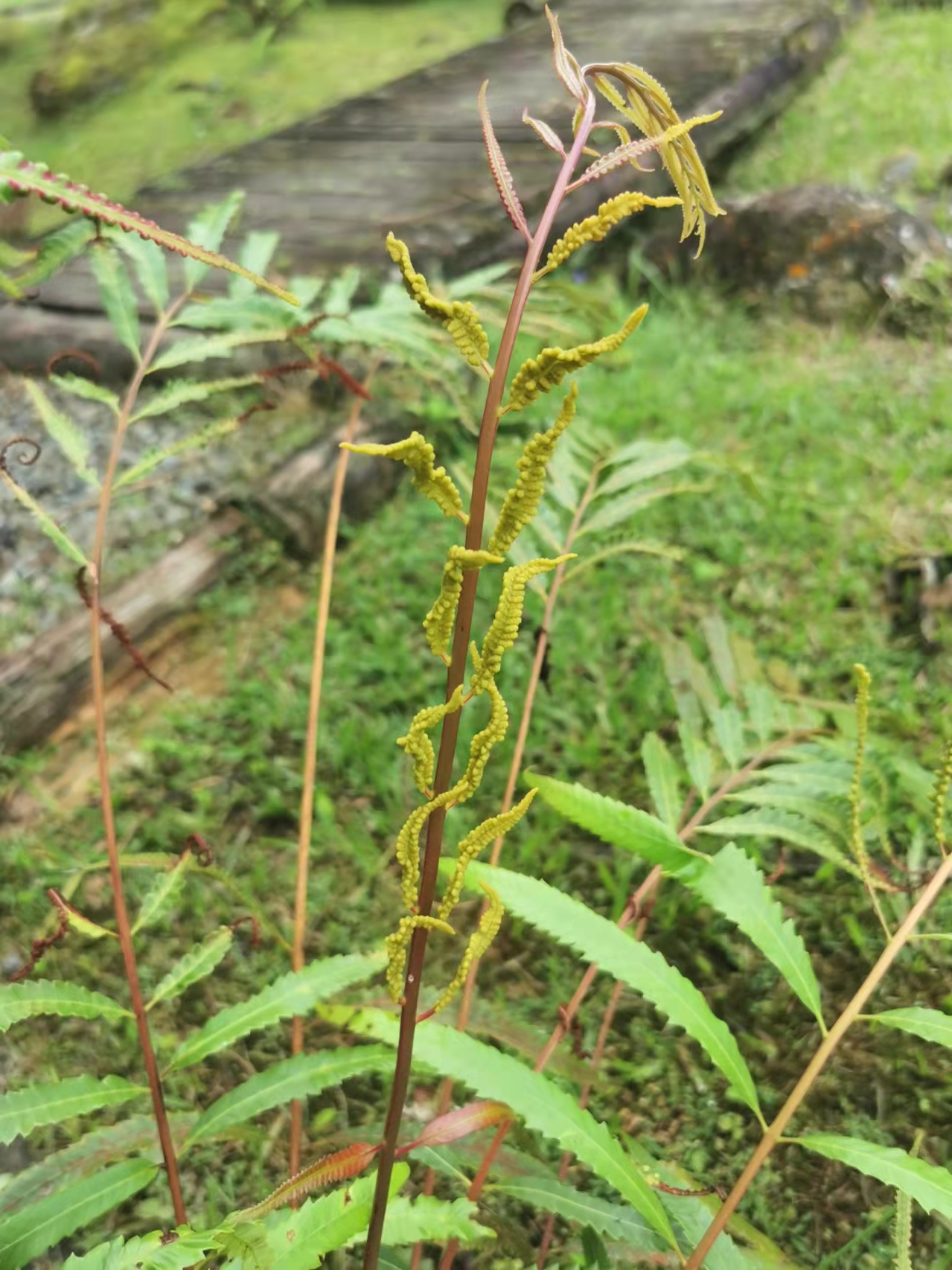
Young frond
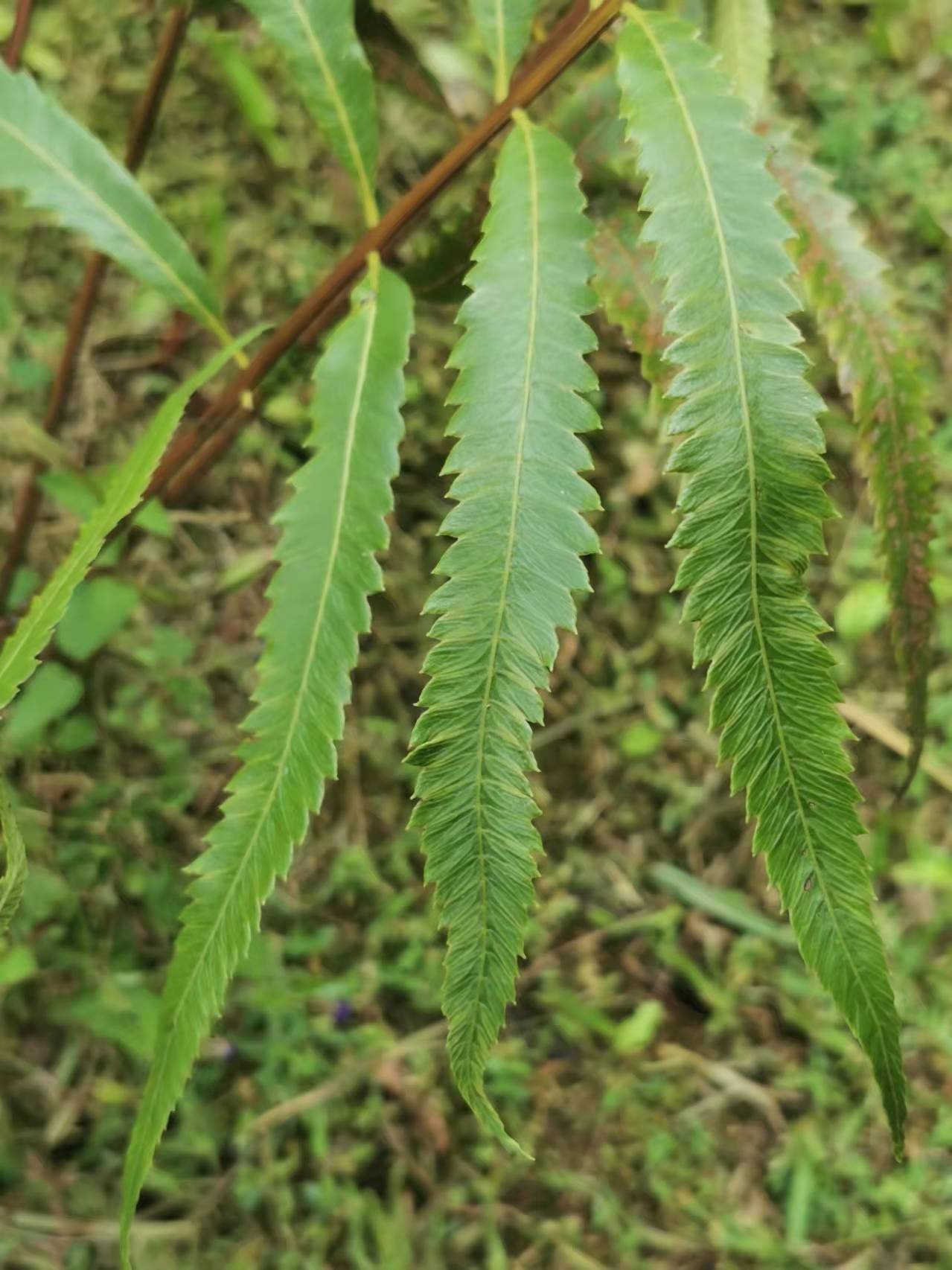
Vegetative pinnae
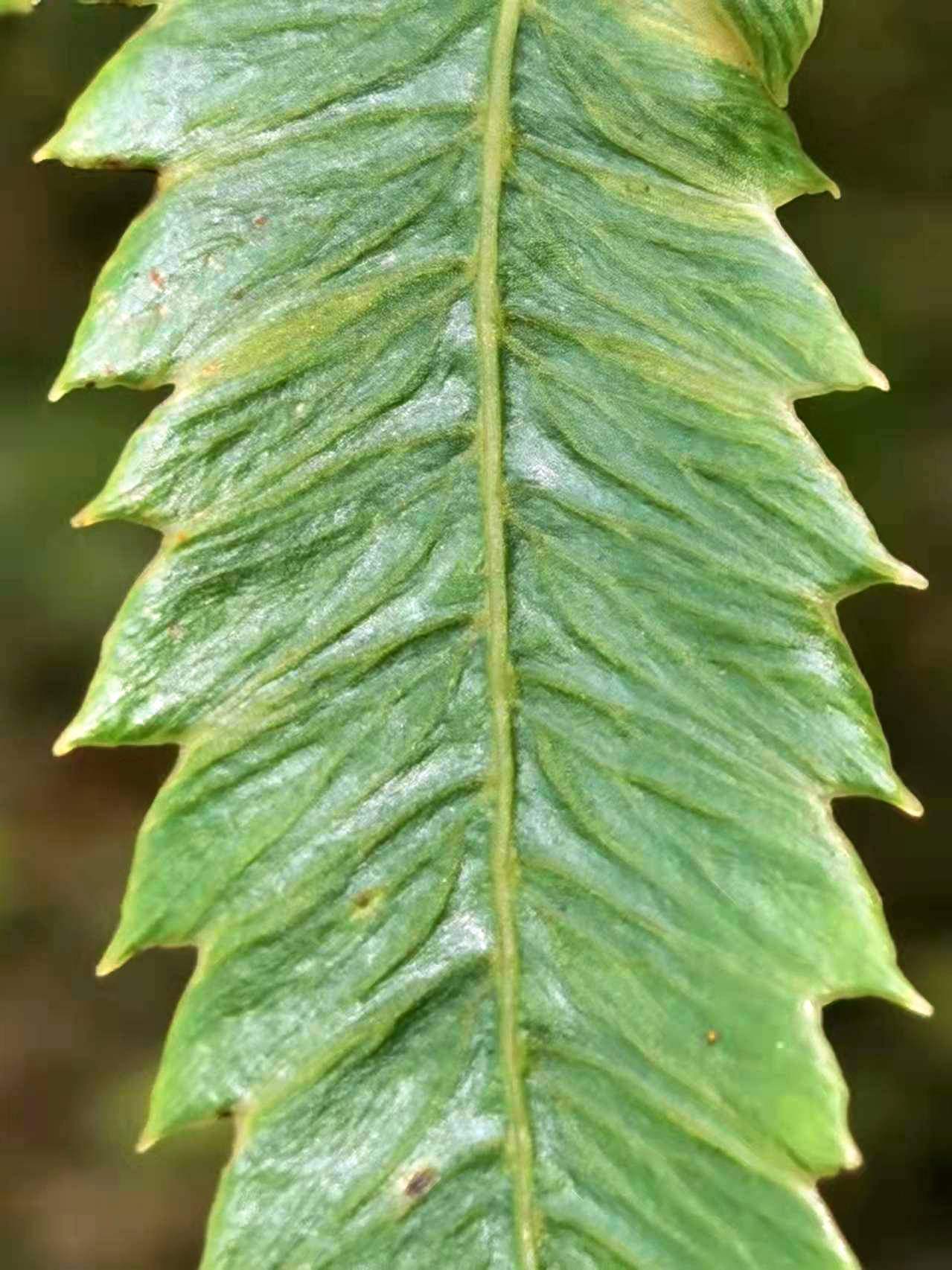
Veinlets forked
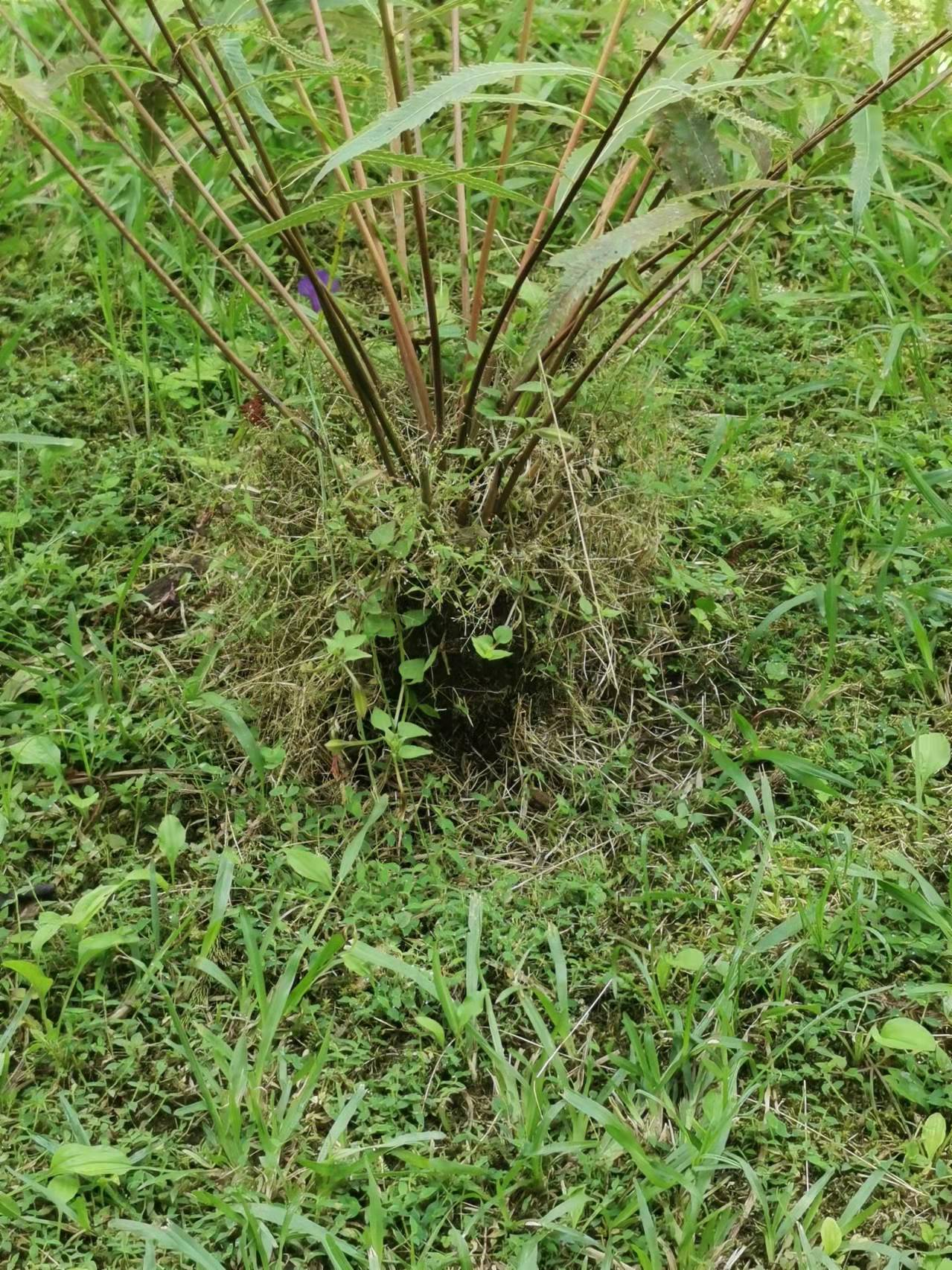
Rhizome
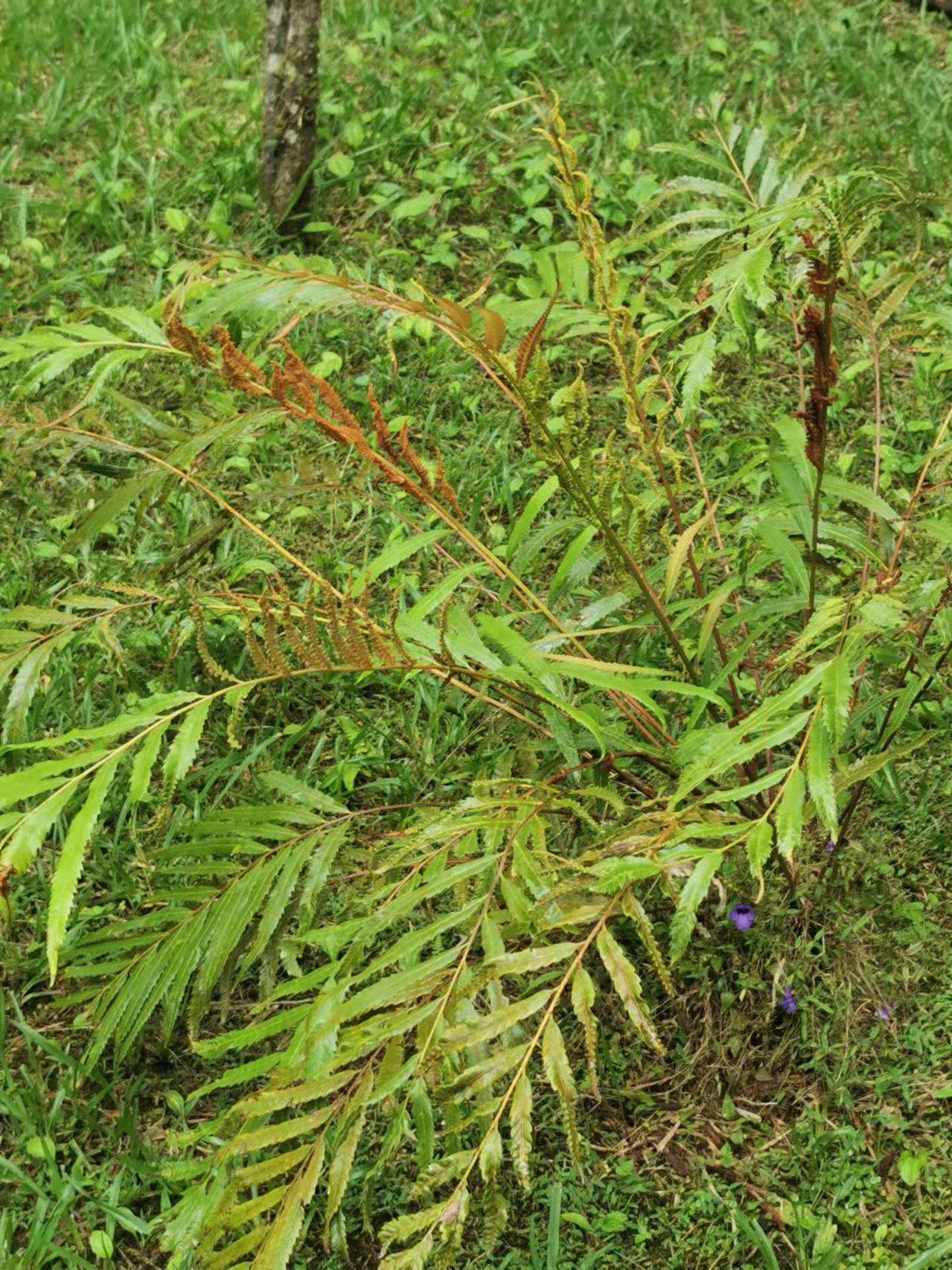
Plant